# Маршалл, Барри
Барри Джеймс Ма́ршалл (англ. Barry James Marshall; род. 30 сентября 1951, Калгурли, Западная Австралия) — австралийский врач, лауреат Нобелевской премии в области медицины и физиологии 2005 года. Профессор клинической микробиологии Университета Западной Австралии. Впервые доказал, что язва желудка в большинстве случаев вызывается бактерией Helicobacter pylori. Кавалер ордена Австралии.
Член Австралийской академии наук (1999), Лондонского королевского общества (1999), иностранный член Национальной академии наук США (2008).

## Биография
Барри Маршалл родился 30 сентября 1951 года в городе Калгурли (Западная Австралия). Когда ему исполнилось семь лет, его семья переехала в Перт. Маршалл окончил Университет Западной Австралии, где получил степень бакалавра медицины и хирургии в 1975 году.
В 1979 году Маршалл начал работу в Королевском госпитале Перта, где в 1981 году он встретился с Робином Уорреном, который тогда был старшим патологом в госпитале и давно интересовался хеликобактером. Вдвоём они начали исследования спиралевидных бактерий и их связи с гастритом. В 1982 году они выделили первичную культуру Helicobacter pylori у больного и выдвинули гипотезу о том, язву и рак желудка вызываются этими бактериями. Однако, это предположение было встречено насмешками в медицинском и научном сообществах. Позже в 1998 году Маршалл говорил: «Все были против меня, но я знал, что прав».
После того, как эксперименты по заражению лабораторных свиней не удались, в 1984 году Маршалл сам выпил культуру бактерии, выделенную от больного, и вскоре у него развились симптомы гастрита с ахлоргидрией: желудочный дискомфорт, тошнота, рвота и специфический запах изо рта (галитоз). Затем Маршалл сумел продемонстрировать, что он в состоянии излечить свой геликобактерный гастрит с помощью 14-дневного курса лечения солями висмута и метронидазолом. На 14-й день после инфицирования биопсия не показала наличия бактерий в желудке. Это доказало в соответствии с постулатами Коха, что H. pylori вызывает гастрит. Статья, описывающая эксперимент, была опубликована в журнале Medical Journal of Australia и стала самой цитируемой статьёй журнала.
После этого Маршалл работал в Королевском госпитале Перта (1985—1986), затем в Университете Вирджинии (США) (1986—1996). Позже вернулся в Университет Западной Австралии, где работал 1998—2003 годах. Маршалл продолжает работать в исследовательской лаборатории «H.pylori» университета в области, связанной с исследованием бактерии.

## Награды

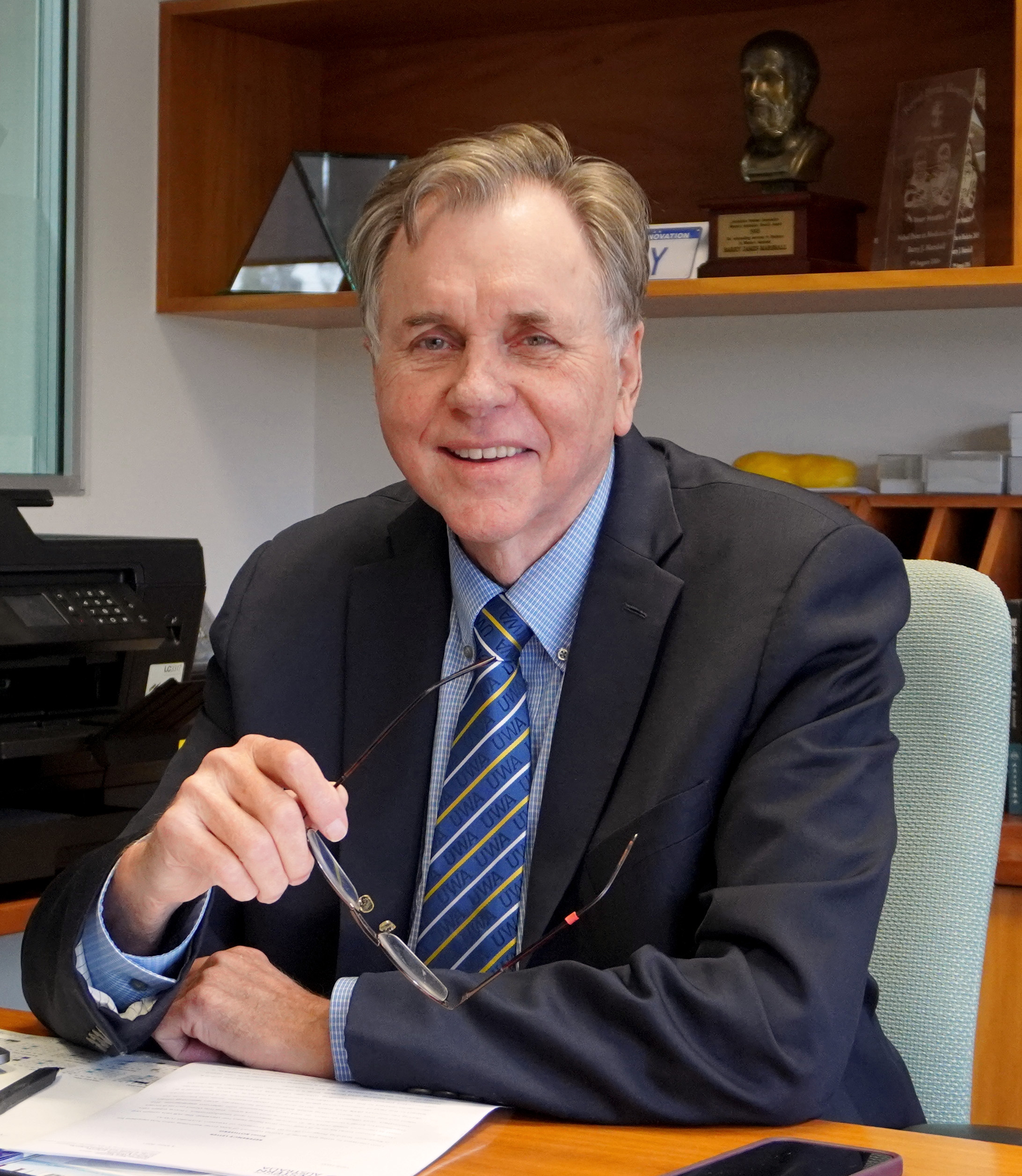
Маршалл в 2021 году

В 2005 году Барри Маршалл и его коллега Робин Уоррен получили Нобелевскую премию по физиологии и медицине «За работы по изучению влияния бактерии Helicobacter pylori на возникновение гастрита и язвы желудка и двенадцатиперстной кишки».
Другие награды:
- 1994 — Премия Фонда Уоррена Альперта[англ.]
- 1995 — награда Австралийской медицинской ассоциации
- 1995 — Премия Альберта Ласкера за клинические медицинские исследования
- 1995 — Медаль Джона Скотта
- 1996 — Международная премия Гайрднера
- 1997 — Премия Пауля Эрлиха и Людвига Дармштадтера[нем.]
- 1998 — Премия Хейнекена по медицине
- 1998 — Медаль Флори[англ.]
- 1998 — Медаль Бьюкенена[англ.] от Королевского общества
- 1999 — медаль Бенджамина Франклина в естественных науках
- 2001 — Премия Принца Махидола[англ.]
- 2002 — Премия Кэйо по медицинским наукам[англ.]
- 2003 — Медаль Столетия (Centenary medal)
- 2006 — Премия Уильяма Бомонта[англ.] Американской гастроэнтерологической ассоциации[12]
- 2007 — кавалер ордена Австралии высшей степени (Companion of the Order of Australia).

## Общественная деятельность
В 2016 году подписал письмо с призывом к Greenpeace, Организации Объединённых Наций и правительствам всего мира прекратить борьбу с генетически модифицированными организмами (ГМО).